# Torneo de Monastir
El Torneo de Monastir (oficialmente y por motivos comerciales Jasmin Open Monastir) es un torneo de tenis profesional femenino, celebrado en Monastir, Túnez. Realizado desde 2022, este evento de nivel WTA 250 se juega en superficie dura al aire libre.

## Resultado

### Individual
| Año  | Campeona      | Finalista        | Resultado |
| ---- | ------------- | ---------------- | --------- |
| 2022 | Elise Mertens | Alizé Cornet     | 6-2, 6-0  |
| 2023 | Elise Mertens | Jasmine Paolini  | 6-3, 6-0  |
| 2024 | Sonay Kartal  | Rebecca Šramková | 6-3, 7-5  |

### Dobles
| Año  | Campeonas                              | Finalistas                         | Resultado           |
| ---- | -------------------------------------- | ---------------------------------- | ------------------- |
| 2022 | Kristina Mladenovic Kateřina Siniaková | Miyu Kato Angela Kulikov           | 6-2, 6-0            |
| 2023 | Sara Errani Jasmine Paolini            | Mai Hontama Natalija Stevanović    | 2-6, 7-6(4), [10-6] |
| 2024 | Anna Blinkova Mayar Sherif             | Alina Korneeva Anastasia Zakharova | 2-6, 6-1, [10-8]    |